# 1786
Il 1786 (MDCCLXXXVI in numeri romani) è un anno  del XVIII secolo.

## Eventi

### Per luogo

#### Europa
- 8 agosto – Prima ascensione sulla vetta del Monte Bianco ad opera di Jacques Balmat e Michel Gabriel Paccard; simbolica data di nascita dell'alpinismo.
- 3 settembre – Goethe parte da Karlsbad per iniziare il Viaggio in Italia che sarà poi narrato nell'opera omonima.
- 26 settembre – Editto di Giuseppe II che suddivide la Lombardia austriaca in 8 province.
- 30 novembre – Il Granduca Pietro Leopoldo di Toscana, futuro imperatore Leopoldo II, riforma il codice penale del suo Stato moderno abolendo la tortura e la pena di morte per la prima volta nella storia.
- A Torino viene creato il vermut.

### Per argomento

#### Astronomia
- 17 gennaio – L'astronomo Pierre Méchain scopre la cometa Encke (Cometa P2).

#### Musica e opera lirica
- Il poeta Friedrich Schiller compone l'Inno alla gioia, che sarà musicato da Ludwig van Beethoven nella sua Nona Sinfonia.
- Prima rappresentazione dell'opera Le nozze di Figaro di Wolfgang Amadeus Mozart, su libretto di Lorenzo da Ponte.
- 6 dicembre – Mozart completa la sinfonia n 38"PRAGA".

## Nati
Ci sono circa 240 voci su persone nate nel 1786; vedi la pagina Nati nel 1786 per un elenco descrittivo o la categoria Nati nel 1786 per un indice alfabetico.

## Morti

### Gennaio
- 1º gennaio - Girolamo Maria da Caltanissetta, presbitero italiano (n. 1712)
- 4 gennaio - Moses Mendelssohn, filosofo tedesco (n. 1729)
- 5 gennaio - François Bonamy, botanico e medico francese (n. 1710)
- 6 gennaio - Pierre Poivre, missionario e botanico francese (n. 1719)
- 12 gennaio - Claude-Henri Watelet, incisore, saggista e enciclopedista francese (n. 1718)
- 17 gennaio - Giovanna Guglielmina di Anhalt-Köthen, nobile tedesco (n. 1728)
- 26 gennaio - Hans Joachim von Zieten, generale prussiano (n. 1699)

### Febbraio
- 10 febbraio - John Cadwalader, generale e mercante statunitense (n. 1742)
- 16 febbraio - Ignazio Gozadinos, presbitero greco (n. 1716)
- 24 febbraio - Aleksandra Ivanovna Panina, nobildonna russa (n. 1711)
- 25 febbraio - Thomas Wright, astronomo, matematico e architetto inglese (n. 1711)
- 27 febbraio - Giovanni Cadonici, storico e scrittore italiano (n. 1705)

### Marzo
- 6 marzo - Charles-Germain de Saint-Aubin, disegnatore e incisore francese (n. 1721)
- 7 marzo - František Benda, violinista e compositore ceco (n. 1709)
- 7 marzo - Philip Stanhope, II conte di Stanhope, nobile inglese (n. 1714)
- 18 marzo - Gustaf Lundberg, pittore svedese (n. 1695)
- 20 marzo - Alessandro Di Meo, teologo e storico italiano (n. 1726)
- 23 marzo - Maurice-Auguste Beniowski, avventuriero, ufficiale e esploratore ungherese (n. 1746)
- 29 marzo - Andrea Benedetto Ganassoni, arcivescovo cattolico italiano (n. 1734)
- 29 marzo - Jean-Barthélemy Lany, ballerino e coreografo francese (n. 1718)

### Aprile
- 2 aprile - Jacob Magnus Sprengtporten, generale e politico finlandese (n. 1727)
- 7 aprile - Praskov'ja Aleksandrovna Rumjanceva, nobildonna russa (n. 1729)
- 7 aprile - Benedetto Pucilli, vescovo cattolico italiano (n. 1716)
- 10 aprile - John Byron, ammiraglio inglese (n. 1723)
- 11 aprile - Fernando de Sousa e Silva, cardinale e patriarca cattolico portoghese (n. 1712)
- 20 aprile - John Goodricke, astronomo inglese (n. 1764)
- 20 aprile - Carlo Ottavio di Colloredo, letterato italiano (n. 1723)

### Maggio
- 1º maggio - Giovanni Battista Nini, scultore e medaglista italiano (n. 1717)
- 4 maggio - Augustine Prévost, generale britannico (n. 1723)
- 4 maggio - Leonardo Ximenes, gesuita, astronomo e ingegnere italiano (n. 1716)
- 11 maggio - Andrea Salvatore Aglio, pittore e scultore svizzero (n. 1736)
- 15 maggio - Eva Ekeblad, fisica, agronoma e botanico svedese (n. 1724)
- 19 maggio - John Stanley, compositore e organista britannico (n. 1712)
- 20 maggio - Giuseppe Tomaso de Rossi, vescovo cattolico italiano (n. 1708)
- 21 maggio - Carl Scheele, chimico svedese (n. 1742)
- 22 maggio - Karl Fredrik Mennander, arcivescovo luterano svedese (n. 1712)
- 25 maggio - Pietro III del Portogallo, sovrano portoghese (n. 1717)

### Giugno
- 6 giugno - Hugh Percy, I duca di Northumberland, nobile e politico inglese (n. 1714)
- 7 giugno - Lorenzo Borsini, compositore italiano
- 10 giugno - Ernestina Augusta di Sassonia-Weimar, principessa (n. 1740)
- 19 giugno - Nathanael Greene, generale statunitense (n. 1742)
- 21 giugno - George Hepplewhite, ebanista britannico (n. 1727)
- 27 giugno - Girolamo Ferri, presbitero e filologo italiano (n. 1713)
- 30 giugno - Giovanni Girolamo Gradenigo, arcivescovo cattolico italiano (n. 1708)

### Luglio
- 5 luglio - Michel Yost, clarinettista e compositore francese (n. 1754)
- 9 luglio - Felice Sabatelli, astronomo e matematico italiano (n. 1710)
- 20 luglio - Thomas Robinson, II barone Grantham, politico inglese (n. 1738)
- 28 luglio - Carlo Marchionni, architetto e scultore italiano (n. 1702)
- 29 luglio - Giambattista Roberti, scrittore e poeta italiano (n. 1719)
- 30 luglio - Niccolò Angelisti, religioso italiano (n. 1713)
- 31 luglio - Antonio Branciforte Colonna, cardinale e arcivescovo cattolico italiano (n. 1711)

### Agosto
- 4 agosto - Marco Alvise Pitteri, incisore italiano (n. 1702)
- 7 agosto - Friedrich Schwindl, compositore olandese (n. 1737)
- 8 agosto - Paolo Maurizio Caissotti, vescovo cattolico italiano (n. 1726)
- 16 agosto - John Francis Wade, compositore e musicista britannico (n. 1711)
- 17 agosto - Federico II di Prussia, re (n. 1712)
- 31 agosto - Charles Howard, X duca di Norfolk, nobile inglese (n. 1720)

### Settembre
- 1º settembre - Ignazio Paternò Castello, archeologo e mecenate italiano (n. 1719)
- 10 settembre - Giuseppe Agosti, botanico e gesuita italiano (n. 1715)
- 17 settembre - Tokugawa Ieharu, militare giapponese (n. 1737)
- 18 settembre - Ottaviano Diodati, letterato, editore e architetto italiano (n. 1716)
- 18 settembre - Giovanni Battista Guadagnini, liutaio italiano (n. 1711)
- 20 settembre - Charles Louis de Marbeuf, generale e politico francese (n. 1712)
- 25 settembre - Giacinto Sardi, vescovo cattolico italiano (n. 1715)
- 30 settembre - Carlo Augusto di Baden-Durlach, principe tedesco (n. 1712)

### Ottobre
- 2 ottobre - Augustus Keppel, I visconte Keppel, ammiraglio britannico (n. 1725)
- 2 ottobre - Jacques-Barthélemy Renoz, architetto belga (n. 1729)
- 5 ottobre - Johann Gottlieb Gleditsch, botanico tedesco (n. 1714)
- 6 ottobre - Sofia Luisa di Anhalt-Bernburg, nobile (n. 1732)
- 6 ottobre - Antonio Sacchini, compositore italiano (n. 1730)
- 9 ottobre - Tobias Philipp Gebler, drammaturgo tedesco
- 17 ottobre - Johann Ludwig Aberli, pittore, incisore e disegnatore svizzero (n. 1723)
- 17 ottobre - Isidoro Sánchez de Luna, arcivescovo cattolico italiano (n. 1705)
- 25 ottobre - Charles Mason, astronomo britannico (n. 1728)
- 31 ottobre - Amelia Sofia di Hannover, principessa britannica (n. 1711)

### Novembre
- 6 novembre - Horace Mann, ambasciatore britannico (n. 1706)
- 6 novembre - Antonio Nebbia, cuoco italiano (n. 1723)
- 10 novembre - John Hope, medico e botanico britannico (n. 1725)
- 25 novembre - Nathanael Gottfried Leske, entomologo e geologo tedesco (n. 1751)
- 30 novembre - Bernardo de Gálvez y Madrid, generale e politico spagnolo (n. 1746)

### Dicembre
- 7 dicembre - Alessandro Papacino D'Antoni, militare italiano (n. 1714)
- 10 dicembre - Placido Imperiale, imprenditore italiano (n. 1727)
- 11 dicembre - Thomas Villiers, I conte di Clarendon, nobile e politico inglese (n. 1709)
- 26 dicembre - Antonio Brunetti, violinista italiano
- 26 dicembre - Gasparo Gozzi, letterato e giornalista italiano (n. 1713)
- 28 dicembre - Giovanni Della Bona, medico italiano (n. 1712)

### Senza giorno specificato
- Sayenqueraghta, condottiero nativo americano
- Felice Biella, pittore italiano (n. 1702)
- Giovanni Battista Borra, architetto e disegnatore italiano (n. 1713)
- Jean Baptiste Charles Bouvet de Lozier, navigatore e esploratore francese (n. 1705)
- Ilario Corte, archivista italiano (n. 1723)
- Alexander Cozens, pittore britannico (n. 1717)
- Carlos Francisco de Croix, generale spagnolo (n. 1699)
- William Duesbury, imprenditore inglese (n. 1725)
- Jean-Baptiste André Gautier-Dagoty, pittore francese (n. 1740)
- Giuseppe Giovannozzi, scultore italiano
- István Hatvani, matematico ungherese (n. 1718)
- Jean Huber, pittore svizzero (n. 1721)
- Jean Jacques Le Veau, disegnatore e incisore francese (n. 1729)
- Abraham Lincoln, militare statunitense (n. 1744)
- John Martin, politico statunitense (n. 1730)
- Joseph Micault d'Harvelay, funzionario francese (n. 1723)
- Giacomo Rust, compositore italiano (n. 1741)
- Giuseppe Antonio Taruffi, scrittore, diplomatico e scacchista italiano (n. 1715)
- Tsukioka Settei, pittore e incisore giapponese (n. 1710)
- Ivan Illarionovič Voroncov, nobile e politico russo (n. 1719)
- Marie Françoise Catherine de Beauvau, nobile francese (n. 1711)

## Calendario
| Calendario 1786 | Calendario 1786 | Calendario 1786 | Calendario 1786 | Calendario 1786 | Calendario 1786 | Calendario 1786 | Calendario 1786 | Calendario 1786 | Calendario 1786 | Calendario 1786 | Calendario 1786 | Calendario 1786 | Calendario 1786 | Calendario 1786 | Calendario 1786 | Calendario 1786 | Calendario 1786 | Calendario 1786 | Calendario 1786 | Calendario 1786 | Calendario 1786 | Calendario 1786 | Calendario 1786 | Calendario 1786 | Calendario 1786 | Calendario 1786 | Calendario 1786 | Calendario 1786 | Calendario 1786 | Calendario 1786 | Calendario 1786 | Calendario 1786 |
| --------------- | --------------- | --------------- | --------------- | --------------- | --------------- | --------------- | --------------- | --------------- | --------------- | --------------- | --------------- | --------------- | --------------- | --------------- | --------------- | --------------- | --------------- | --------------- | --------------- | --------------- | --------------- | --------------- | --------------- | --------------- | --------------- | --------------- | --------------- | --------------- | --------------- | --------------- | --------------- | --------------- |
|                 | 1               | 2               | 3               | 4               | 5               | 6               | 7               | 8               | 9               | 10              | 11              | 12              | 13              | 14              | 15              | 16              | 17              | 18              | 19              | 20              | 21              | 22              | 23              | 24              | 25              | 26              | 27              | 28              | 29              | 30              | 31              |                 |
| Gennaio         | Do              | Lu              | Ma              | Me              | Gi              | Ve              | Sa              | Do              | Lu              | Ma              | Me              | Gi              | Ve              | Sa              | Do              | Lu              | Ma              | Me              | Gi              | Ve              | Sa              | Do              | Lu              | Ma              | Me              | Gi              | Ve              | Sa              | Do              | Lu              | Ma              |                 |
| Febbraio        | Me              | Gi              | Ve              | Sa              | Do              | Lu              | Ma              | Me              | Gi              | Ve              | Sa              | Do              | Lu              | Ma              | Me              | Gi              | Ve              | Sa              | Do              | Lu              | Ma              | Me              | Gi              | Ve              | Sa              | Do              | Lu              | Ma              |                 |                 |                 |                 |
| Marzo           | Me              | Gi              | Ve              | Sa              | Do              | Lu              | Ma              | Me              | Gi              | Ve              | Sa              | Do              | Lu              | Ma              | Me              | Gi              | Ve              | Sa              | Do              | Lu              | Ma              | Me              | Gi              | Ve              | Sa              | Do              | Lu              | Ma              | Me              | Gi              | Ve              |                 |
| Aprile          | Sa              | Do              | Lu              | Ma              | Me              | Gi              | Ve              | Sa              | Do              | Lu              | Ma              | Me              | Gi              | Ve              | Sa              | Do              | Lu              | Ma              | Me              | Gi              | Ve              | Sa              | Do              | Lu              | Ma              | Me              | Gi              | Ve              | Sa              | Do              |                 |                 |
| Maggio          | Lu              | Ma              | Me              | Gi              | Ve              | Sa              | Do              | Lu              | Ma              | Me              | Gi              | Ve              | Sa              | Do              | Lu              | Ma              | Me              | Gi              | Ve              | Sa              | Do              | Lu              | Ma              | Me              | Gi              | Ve              | Sa              | Do              | Lu              | Ma              | Me              |                 |
| Giugno          | Gi              | Ve              | Sa              | Do              | Lu              | Ma              | Me              | Gi              | Ve              | Sa              | Do              | Lu              | Ma              | Me              | Gi              | Ve              | Sa              | Do              | Lu              | Ma              | Me              | Gi              | Ve              | Sa              | Do              | Lu              | Ma              | Me              | Gi              | Ve              |                 |                 |
| Luglio          | Sa              | Do              | Lu              | Ma              | Me              | Gi              | Ve              | Sa              | Do              | Lu              | Ma              | Me              | Gi              | Ve              | Sa              | Do              | Lu              | Ma              | Me              | Gi              | Ve              | Sa              | Do              | Lu              | Ma              | Me              | Gi              | Ve              | Sa              | Do              | Lu              |                 |
| Agosto          | Ma              | Me              | Gi              | Ve              | Sa              | Do              | Lu              | Ma              | Me              | Gi              | Ve              | Sa              | Do              | Lu              | Ma              | Me              | Gi              | Ve              | Sa              | Do              | Lu              | Ma              | Me              | Gi              | Ve              | Sa              | Do              | Lu              | Ma              | Me              | Gi              |                 |
| Settembre       | Ve              | Sa              | Do              | Lu              | Ma              | Me              | Gi              | Ve              | Sa              | Do              | Lu              | Ma              | Me              | Gi              | Ve              | Sa              | Do              | Lu              | Ma              | Me              | Gi              | Ve              | Sa              | Do              | Lu              | Ma              | Me              | Gi              | Ve              | Sa              |                 |                 |
| Ottobre         | Do              | Lu              | Ma              | Me              | Gi              | Ve              | Sa              | Do              | Lu              | Ma              | Me              | Gi              | Ve              | Sa              | Do              | Lu              | Ma              | Me              | Gi              | Ve              | Sa              | Do              | Lu              | Ma              | Me              | Gi              | Ve              | Sa              | Do              | Lu              | Ma              |                 |
| Novembre        | Me              | Gi              | Ve              | Sa              | Do              | Lu              | Ma              | Me              | Gi              | Ve              | Sa              | Do              | Lu              | Ma              | Me              | Gi              | Ve              | Sa              | Do              | Lu              | Ma              | Me              | Gi              | Ve              | Sa              | Do              | Lu              | Ma              | Me              | Gi              |                 |                 |
| Dicembre        | Ve              | Sa              | Do              | Lu              | Ma              | Me              | Gi              | Ve              | Sa              | Do              | Lu              | Ma              | Me              | Gi              | Ve              | Sa              | Do              | Lu              | Ma              | Me              | Gi              | Ve              | Sa              | Do              | Lu              | Ma              | Me              | Gi              | Ve              | Sa              | Do              |                 |